# Frontera entre Burkina Faso y Ghana
La frontera entre Burkina Faso y Ghana es la línea fronteriza compuesta de dos trazados, un sur-norte y otro oeste-este, que separa el oeste y norte de Ghana del suroeste y el centro-sur de Burkina Faso en África Occidental, separando las regiones ghaneses de Superior Oriental y Superior Occidental, de las regiones burkinesas de Centro-Este, Centro-Sur, Centro-Oeste y Sur-Oeste. Tiene 549 km de longitud.
Al sur hace un trifinio Ghana-Burkina Faso-Costa de Marfil, sigue el río Volta Negro hasta el comienzo del tramo oeste-este de la frontera. Este último tramo es casi rectilíneo y sigue cerca del paralelo 11 norte al norte de Ghana, hasta el trifinio de los dos países con Togo.
Dos de las cuatro naciones implicadas en la formación de esta frontera, Burkina y Costa de Marfil, son excolonias francesas que se independizaron en 1960. El mismo año, el antiguo protectorado alemán de Togo, entonces dividido entre la Togolandia británica y la Togolandia francesa, obtuvo su independencia. La antigua colonia británica de Ghana ya era independiente desde 1957.